# Веризм (стародавній Рим)
Веризм (від лат. verus — «справжній») — високореалістичний художній стиль римського мистецтва. Його можна прослідкувати у портретах, переважно, політиків, чиї недоліки обличчя демонструвались, щоб підкреслити їхню зрілість, досвідченість та серйозність (gravitas).

## Причини використання
Веризм виник як художній стиль у пізній Римській республіці (бл. 147–30 рр. до Р. Х.) і часто використовувався для республіканських портретів або на головах скульптур «псевдоатлетів». Веризм робив великий акцент на впливі віку та недосконалостей — зморшки, борозни та навіть бородавки зображувалися чітко та перебільшено, щоб вказати на добре використаний, активний розум та такі чесноти, як гідність, серйозність та авторитет, які були маркерами статусу.

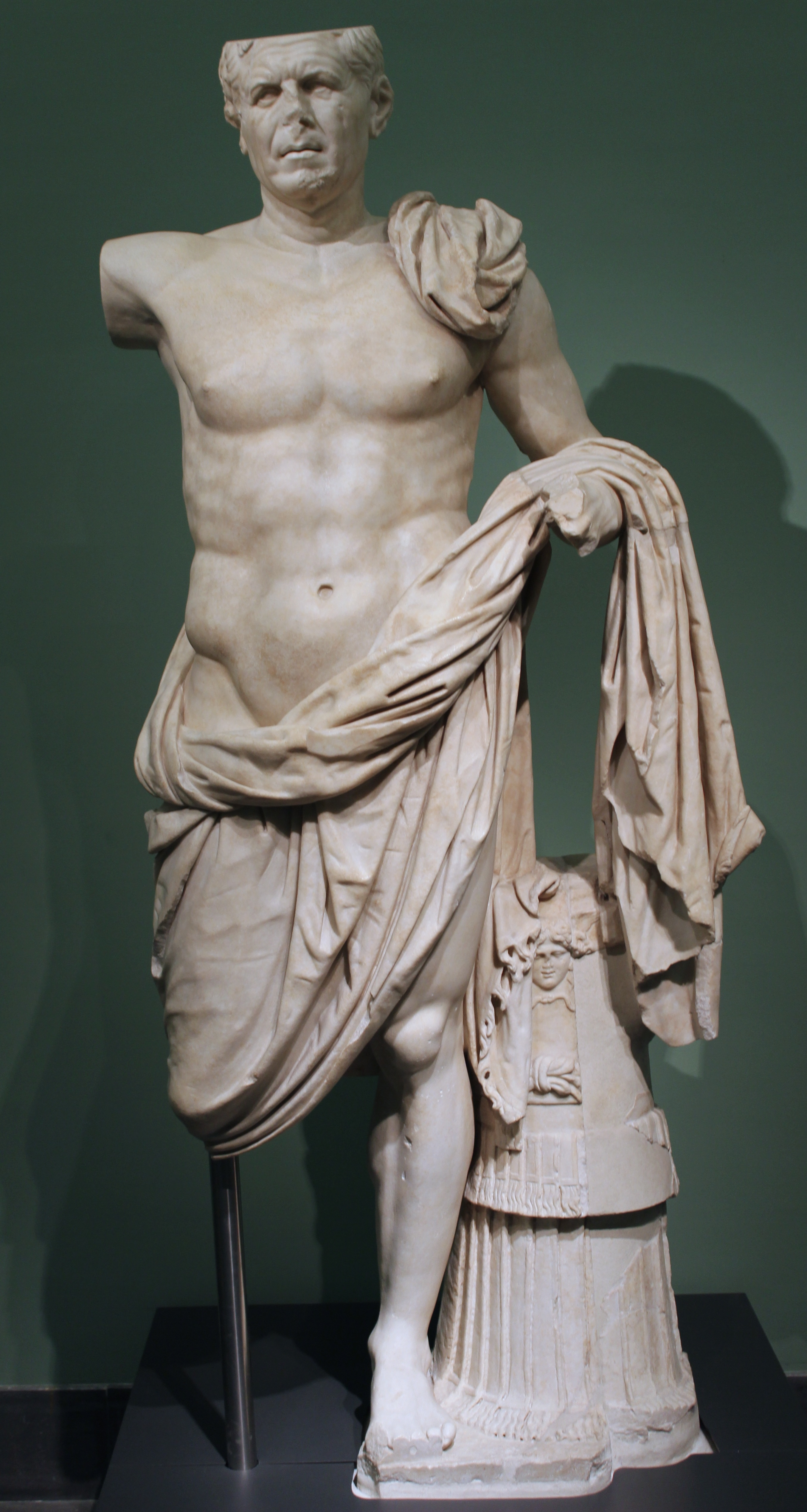
Генерал де Тіволі, псевдоатлет з веристською головою, бл. 90-70 рр. до Р. Х.

Вік за часів Пізньої республіки цінувався дуже високо і був синонімом влади, оскільки одним з небагатьох способів утримувати владу в римському суспільстві було бути частиною Сенату.
Ця цитата лаконічно підсумовує призначення цього республіканського стилю:
Це відрізняло одну людину від іншої та зміцнювало ідентичність і видимість „я“. З фізіогномічних трактатів та праць Плутарха і Цицерона, наприклад, видно, що римський глядач був навчений аналізувати окремі частини обличчя та інтерпретував деталі обличчя як вираження характеру зображеної людини, хоча і в дуже загальних рисах. Веризм, який знайшов своє вираження в пізній республіканський період зі зморшками, бородавками, „гусячими лапками“, не в останню чергу лисиною і великою увагою до старості, міг мати особливе значення в період сильної конкуренції за політичну владу і самопозиціонування між окремими особами.— 
Серед дослідників і мистецтвознавців ведуться суперечки щодо того, чи відтворювали веристичні портрети справжні риси обличчя, чи навмисно їх перебільшували, щоб передати риси характеру зображуваного. У науковому середовищі поширена думка, що в античності вважалося: зовнішність людини може свідчити про її внутрішні якості, тому веристичні зображення сприймали як уособлення таких чеснот, які цінувалися за часів Республіки. Водночас дослідники визнають, що не можуть з абсолютною впевненістю встановити, наскільки ці портрети є достовірними, оскільки створені в глибоку давнину.

## Веризм у часи Римської імперії

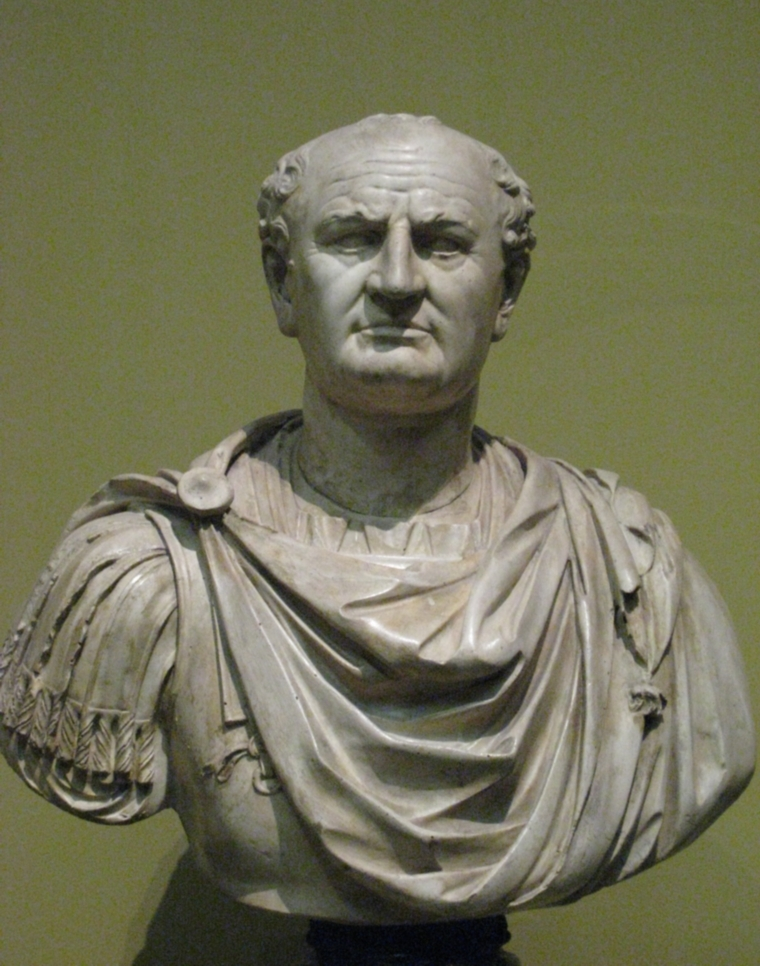
Погруддя Веспасіана, бл. 75-79 рр. від Р. Х.

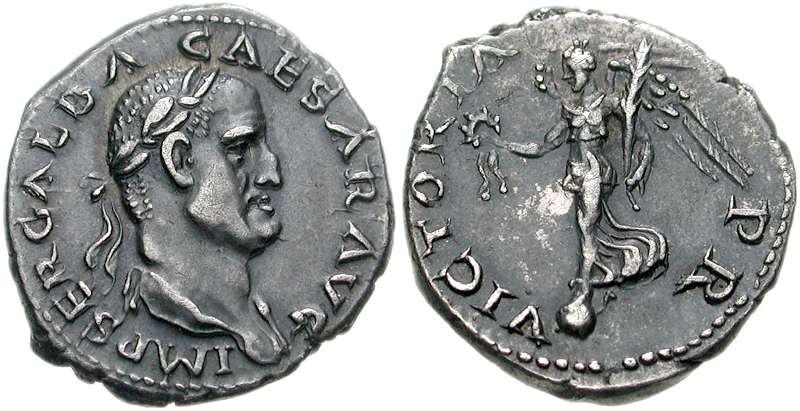
Аверсний портрет Гальби, 68-69 рр. від Р. Х.

Веризм, хоча й був надзвичайно популярним у період пізньої Римської республіки, швидко втратив актуальність із приходом до влади імператора Августа та династії Юліїв-Клавдіїв (27 р. до Р. Х.– 68 р. від Р. Х.). У цей час перевага надавалась грецькому класичному стилю скульптури, що ідеалізував образ молодості. Веризм знову почав відроджуватись лише після смерті Нерона в 68 році від Р. Х..
Після самогубства Нерона у 68 році від Р. Х. почався період, відомий як Рік чотирьох імператорів (68–69 рр. від Р. Х.). У цей час веризм знову став популярним, що видно в зображеннях Гальби на монетах і в бюстах Вітеллія. Коли до влади прийшов Веспасіан разом із синами, династія Флавіїв активно використовувала веризм у портретах як засіб політичної пропаганди. Веспасіан, за думкою дослідників, навмисно відмовився від ідеалізованого образу, щоб створити контраст із образом Нерона. Портрети Веспасіана показували його як літнього, суворого і скромного чоловіка — воєначальника, що дбав не про розкіш, а про державу, народ і фінансову стабільність.
Такі зображення відсилали до цінностей Римської республіки й заспокоювали населення, нагадуючи про розрив із Нероном, якого вважали втіленням усього, що суперечило республіканському ідеалу. Проте після завершення правління Флавіїв веризм знову відійшов у забуття.

## Теорії виникнення
Існує багато теорій виникнення художнього стилю. Деякі науковці стверджують, що така форма репрезентації могла походити або від римської одержимості показом досвіду предків у воскових масках, або від негативного «психологічного настрою» грецьких художників, яким було доручено створити римські портрети.

### Теорія впливу воскових масок предків (Imagines maiorum)
Imagines maiorum — це портрети предків, які римляни зберігали вдома та виставляли під час похоронів, щоб вшанувати пам'ять і підкреслити славу свого роду. Про цю традицію згадують різні античні автори.

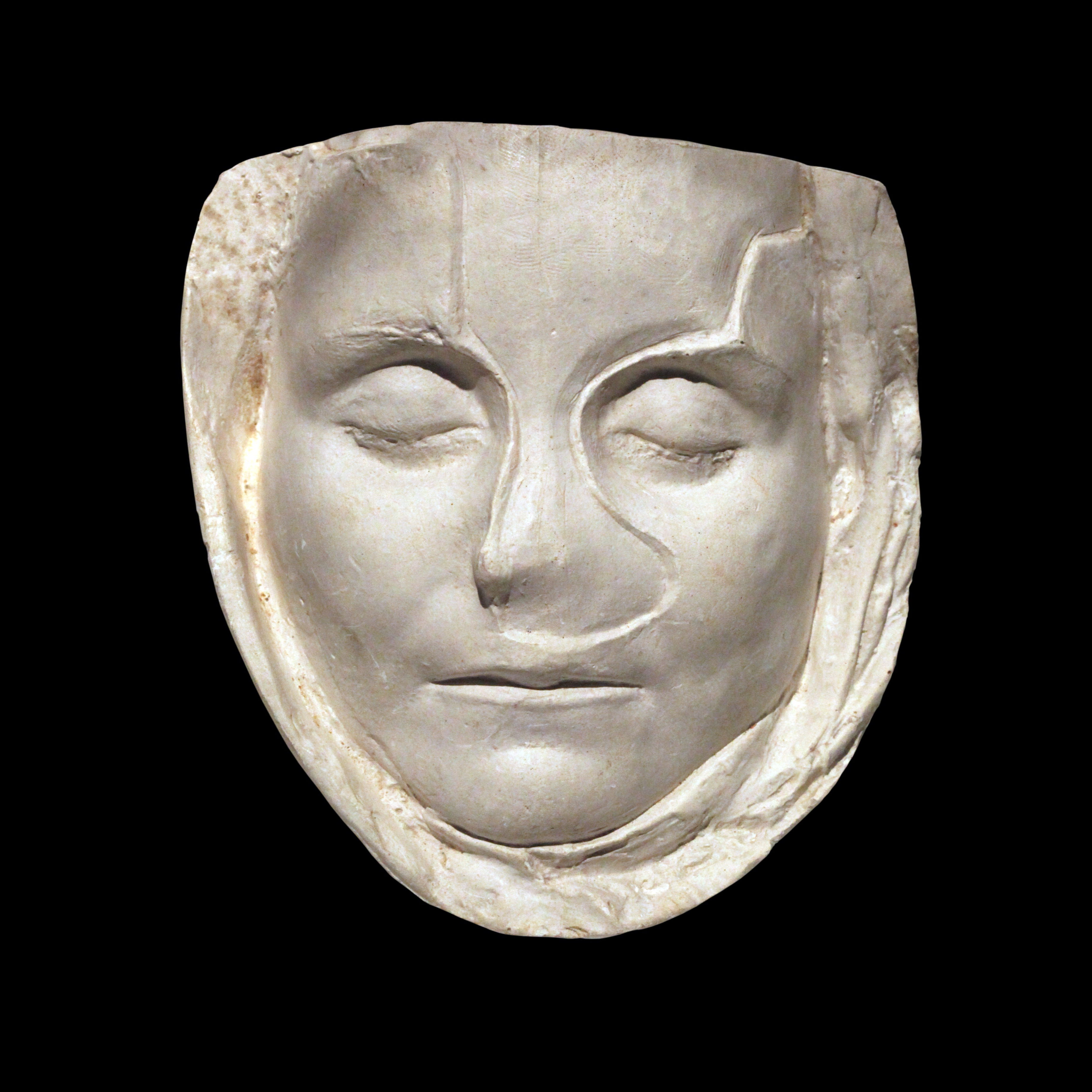
Маска дівчини з поховальним написом

Тіт Лівій обговорює вказівки, які Марк Емілій Лепід дав щодо свого похорону:
…на решту похорону, говорив Лепід, вони не повинні були витратити більше мільйона асів, бо гідність похорону великих людей належним чином підвищується не витратами, а парадом портретів предків.— 
Полібій обговорює поховальні практики римлян близько 150 року до Р. Х. Він пояснює, як кладуть тіло і виголошують надгробну промову, перераховуючи чесноти покійного:
Після поховання і виконання звичайних обрядів на найпомітнішому місці в будинку ставлять образ померлого, укладений у дерев'яну святиню. Це зображення є маскою, що з дивовижною точністю відтворює риси обличчя та колір шкіри померлого. З нагоди публічних жертвоприношень вони виставляють ці зображення і прикрашають їх з великою ретельністю, а коли помирає якийсь видатний член сім'ї, вони беруть їх на похорон, надягаючи на чоловіків, які, на їхню думку, найбільш схожі з померлим, за зростом і манерою поведінки. Ці представники носять тоги з пурпуровою облямівкою, якщо померлий був консулом або претором, повністю пурпурові, якщо він був цензором, і вишиті золотом, якщо він святкував тріумф або досяг чогось подібного. Всі вони їдуть на колісницях, перед якими стоять фасції, сокири та інші знаки відмінності, якими супроводжуються різні магістрати відповідно до гідності державних посад, які кожен з них обіймав за життя; і коли вони прибувають на ростру, всі вони сідають в ряд на стільці зі слонової кістки. Для юнака, що прагне слави та чеснот, не може бути видовища більш ушляхетнюючого. Бо кого б не надихав вигляд зображень людей, відомих своєю досконалістю, всіх разом, немов живих і дихаючих? Яке видовище може бути славнішим за це? Крім того, той, хто виголошує промову над похованим, закінчивши говорити про нього, розповідає про успіхи і подвиги інших, чиї зображення є присутніми, починаючи з найдавніших. Таким чином, завдяки постійному відновленню доброї слави хоробрих людей, слава тих, хто здійснив благородні вчинки, стає безсмертною, а водночас слава тих, хто добре послужив своїй країні, стає відомою народу і стає спадщиною для майбутніх поколінь. Але найважливішим результатом є те, що молоді люди надихаються на те, щоб переносити будь-які страждання заради суспільного добробуту в надії здобути славу, яка супроводжує хоробрих людей.— 
Саллюстій також згадує маски предків:
… та інші видатні люди нашої країни мали звичку заявляти, що їхні серця запалюються прагненням до досконалості, коли вони дивляться на маски своїх предків. Звичайно, вони не мали на увазі, що віск чи статуї мають над ними таку владу, а радше, що саме пам'ять про великі діяння розпалює в грудях шляхетних людей це полум'я, яке не може згаснути, доки вони власною доблестю не зрівняються зі славою і величчю своїх предків.— 
Саллюстій усвідомлює, що портрети не були особливими самі по собі, і це не була найважливіша функція цих масок; метою було те, щоб глядач міг дивитися на обличчя предків і бути зворушеним їхньою досконалістю. Очевидно, що портрети відігравали важливу роль у Римській Республіці, але хронологія, здається, є проблемою для підтвердження цієї теорії.

### Теорія єгипетського впливу

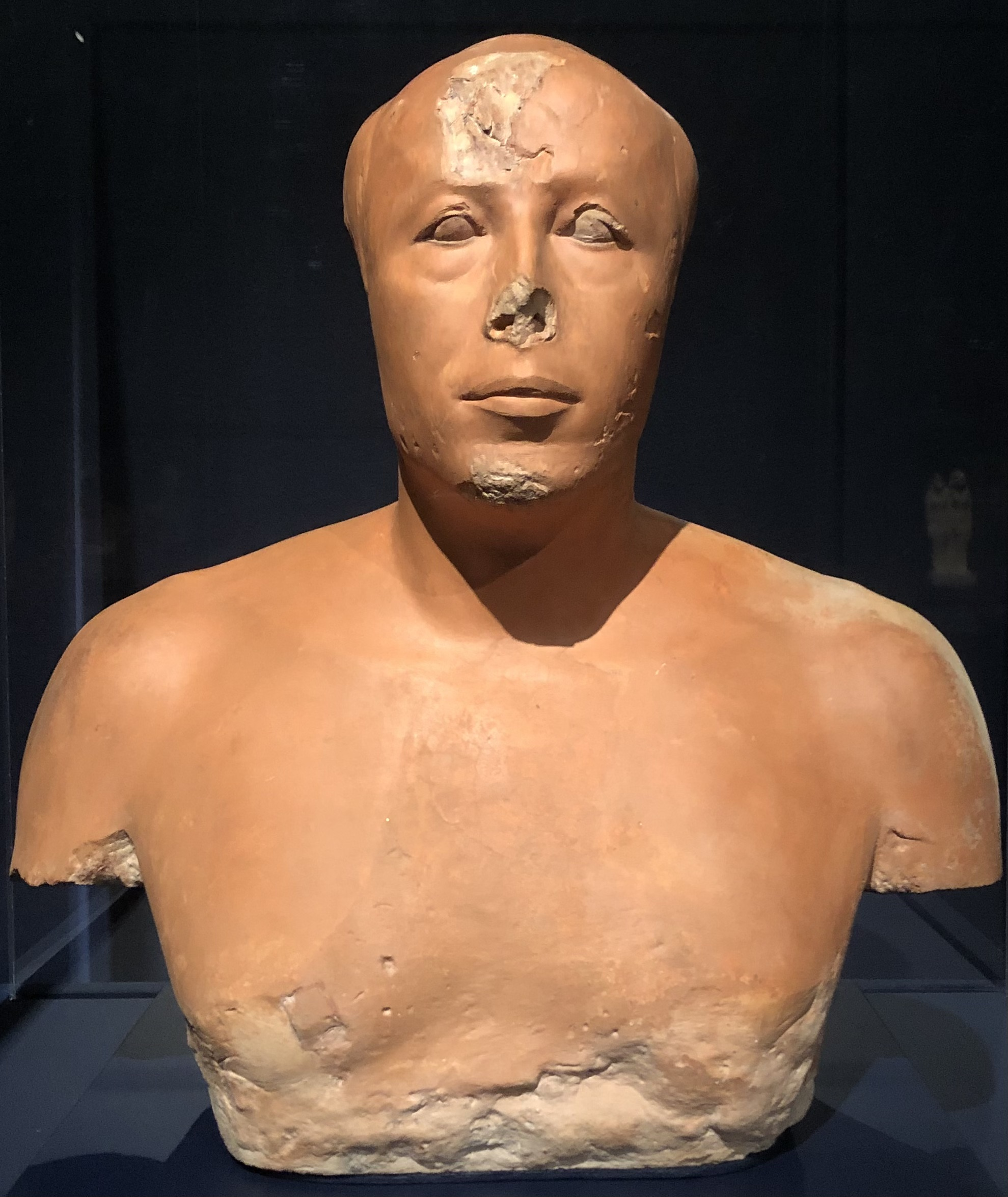
Погруддя принца Анк-хафа у Бостоні

Є конкретні докази портретного мистецтва в єгипетському мистецтві. Єгиптяни створювали портрети переважно у поховальному контексті, що передбачав потребу зобразити особу похованого. Однак більшість портретів стосувалась фараонів, які змальовувались узагальнено, з ідеалізованими рисами для підкреслення їхньої божественності. Винятками є, наприклад, бюст Анк-хафа, де фіксуються індивідуальні риси. Такі портрети, як вважають, могли зберігати елементи реалізму саме завдяки нижчому статусу зображених осіб, адже зображення фараона мало дотримуватись ідеального канону. Хоча окремі твори Стародавнього та Середнього царств демонструють зацікавленість у реалістичному передаванні фізичних чи емоційних характеристик, усе ж вони залишаються в межах усталених типів. У період Нового царства спостерігається деяке пожвавлення індивідуалізації, зокрема у зображенні іноземців або чиновників, однак загальний принцип мистецтва залишався незмінним: фіксація символічної вічності, а не живого моменту. Хоча ця теорія, як і інші, має сенс, відсутність конкретного датування цього певного єгипетського стилю змушує вчених сумніватися у впливі на веризм.

### Етруська теорія урн для поховань

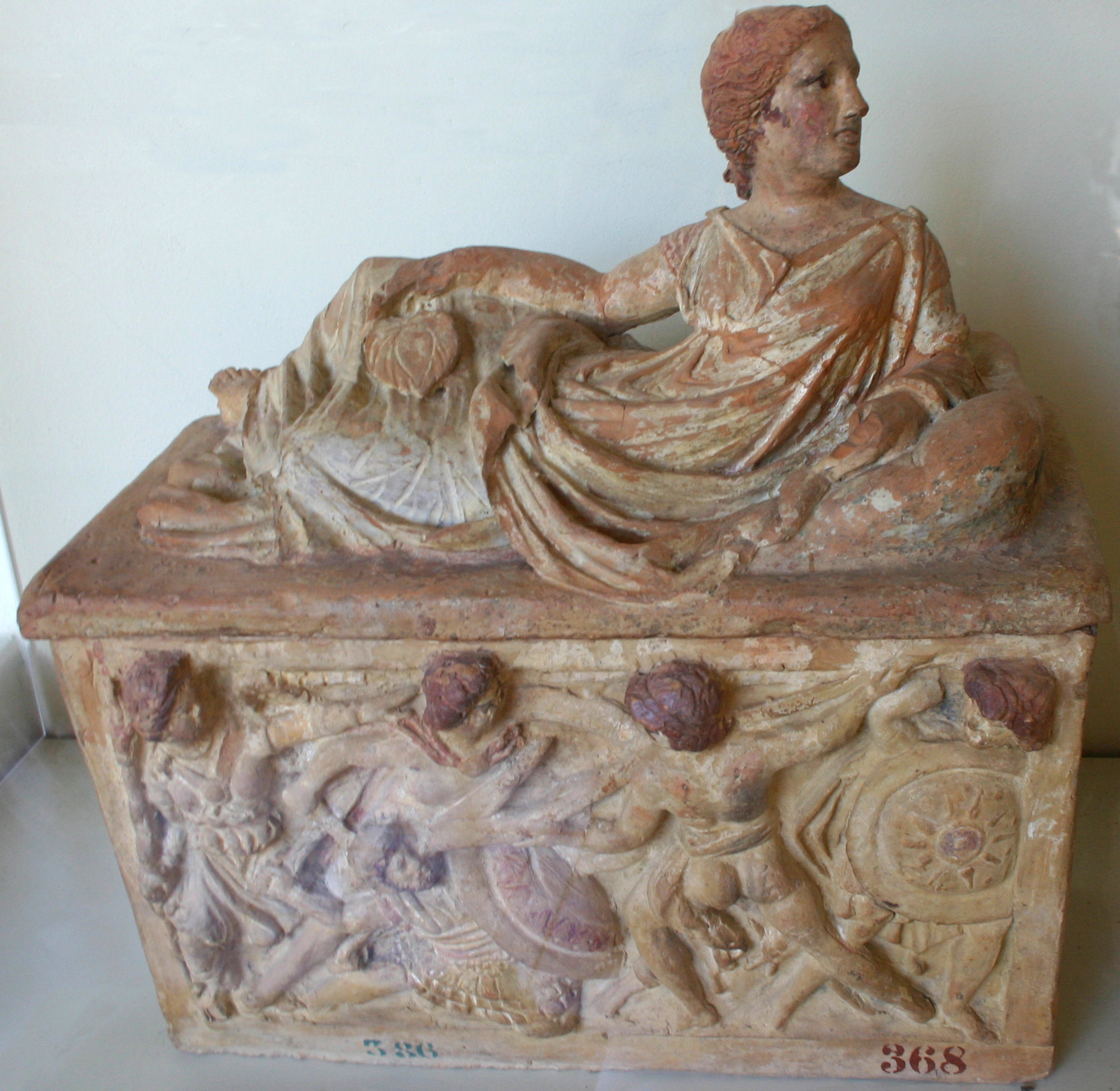
Етруська кремаційна урна, бл. 150—100 рр. до Р. Х.

Теорія про етруські урни для праху викликає суперечки серед дослідників щодо того, чи можна голови напівлежачих фігур на цих урнах вважати попередниками римського республіканського портрету. В етруському мистецтві було традиційним і доволі поширеним прагнення до натуралістичного зображення людських фігур.
Багато таких урн мають обличчя, які виглядають реалістично або принаймні зображені з різкими, виразними рисами. Дискусія точиться навколо того, чи цей стиль був самобутнім етруським явищем, яке згодом вплинуло на римлян, чи навпаки — це вже римський вплив на етрусків. Проте хронологічна невизначеність ставить під сумнів достовірність цієї теорії.

### Теорія елліністичної культури
Одна з теорій походження римського веризму пояснює його як реакцію грецьких митців на завоювання Римом елліністичного світу. Римляни часів Республіки, попри повагу до грецької культури, залишалися вірними своїм суворим громадянським ідеалам. Після підкорення Греції до Риму прибуло багато грецьких скульпторів, які створювали портрети для римських замовників. Проте греки зображали римлян у надто реалістичній, навіть карикатурній манері — з різкими рисами, складками, зморшками, не прагнучи прикрашати образ. Такий підхід міг бути виявом упередженого ставлення до «чужинців-завойовників». Деякі дослідники сумніваються, що римляни дозволили б себе так зображати безкарно, однак прихильники теорії вважають, що республіканська мораль саме цього й вимагала: чесного, неприкрашеного зображення.